# Maresville
Maresville é uma comuna francesa na região administrativa de Altos da França, no departamento de Pas-de-Calais. Estende-se por uma área de 2,46 km². Em 2010 a comuna tinha 103 habitantes (densidade: 41,9 hab./km²).